# 常志刚
常志刚（1968年10月—），内蒙古呼和浩特市土左旗人。中华人民共和国政治人物。男，蒙古族。1987年参加工作，1993年7月加入中国共产党。中央党校研究生院党建专业毕业，中共中央党校在职研究生学历。

## 生平
1996年4月，任土左旗政府办公室副主任。1997年7月，任土左旗对外经济贸易办公室主任兼政府办副主任。1998年10月，任共青团呼和浩特市委员会副书记，呼和浩特市少工委主任、呼和浩特市青年联合会副主席。2001年9月，任共青团呼和浩特市委员会党组书记。2003年，任中共武川县委副书记、县长。2006年11月，任中共武川县委书记。2007年11月，任中共呼和浩特经济技术开发区党工委书记。2010年12月，任共青团内蒙古自治区委员会书记。2014年4月，任中共呼和浩特市委副书记。2014年7月，任中共呼和浩特市委副书记、政法委书记。2015年5月，任内蒙古自治区人力资源和社会保障厅厅长。
2017年5月，任中共巴彦淖尔市委书记，直到2021年9月离职，转任内蒙古自治区退役军人事务厅厅长。2023年，转任内蒙古自治区应急管理厅党委书记。
2024年6月，常志刚因為涉嫌嚴重違紀違法，目前正接受内蒙古自治区纪委监委纪律审查和监察调查。